# Алексин, Владислав Сергеевич
Владислав Сергеевич Алексин (род. 3 сентября 1992, Зарафшан, Узбекистан) — узбекский и российский футболист, нападающий.

## Карьера
Начинал свою профессиональную карьеру в Узбекистане. С 2013-2015 года играл в России за клубы 3 дивизиона. В 2013 году стал лучшим бомбардиром чемпионата, в 25 матчах за «Спарта-2» (Щёлково) футболист забил 30 мячей. Перед сезоном 2015/2016 года был на просмотре в клубе ФНЛ «Волгарь» (Астрахань). В 2016 году подписал контракт с клубом из высшей лиги чемпионата Узбекистана ФК «Навбахор».
20 февраля 2017 года было объявлено о переходе Владислава Алексина в «Авангард» Курск. В сезоне 2017-2018 года играл за «КАМАЗ» Набережные Челны.  В 2018—2021 годах играл в клубах чемпионата Крымского Футбольного Союза. Летом 2021 года вернулся в «Кызылкум»,из Суперлиги чемпионата Узбекистана.

## Достижения
- Победитель Первенство ПФЛ 2016/2017.